# Ekumeniska trosbekännelserna
Ekumeniska trosbekännelserna (latin: symbola, "kännetecken") kallas ibland inom västlig kristendom de tre trosbekännelser som anses utgöra normerande råmärken för kristen tro. De har sitt ursprung i den fornkristna församlingen i Rom vid 200-talets början.
De består av följande:
- apostoliska trosbekännelsen (200-talet Rom, namngiven 390-talet)
- athanasianska trosbekännelsen (har inget med Athanasius att göra, utan det är en gallisk bekännelse från 500-talet[1] eller Jakob, Herrens bror)
- nicaenska trosbekännelsen (beslutas och namngavs vid första konciliet i Konstantinopel år 381)